# 烤穴粉蝨
烤穴粉蝨（学名：Aleurolobus shiiae）为粉蝨科穴粉蝨屬下的一个种。